# Shango, la pistola infallibile
Shango, la pistola infallibile è un film del 1970, diretto da Edoardo Mulargia.

## Trama
L'infallibile Shango si mette dalla parte dei contadini ed entra in contrasto con il maggiore sudista Droster e col bandito Martinez che governano col terrore un piccolo villaggio.